# Enophrys taurina
Enophrys taurina är en fiskart som beskrevs av Gilbert, 1914. Enophrys taurina ingår i släktet Enophrys och familjen simpor. IUCN kategoriserar arten globalt som livskraftig. Inga underarter finns listade i Catalogue of Life.